# Nextdoor
Nextdoor è un social network iperlocale incentrato sulla dimensione delle comunità di quartiere. L'azienda è stata fondata nel 2008 e ha sede a San Francisco, California. Nextdoor è stato lanciato negli Stati Uniti nell'ottobre 2011 ed è attualmente disponibile in 11 paesi. Gli utenti di Nextdoor sono tenuti a inviare i loro veri nomi e indirizzi (o via senza il numero esatto) al sito web; i post pubblicati sul sito sono disponibili solo per altri membri Nextdoor che vivono nello stesso quartiere.
Dal 2015, Nextdoor è stata criticata per aver consentito ai suoi utenti di profilare in modo razziale le persone di colore. Come piattaforma, è stata anche accusata di operare come media basato sulla paura, che collega gli interessi immobiliari alle crescenti tendenze sulla sicurezza e riafferma i pregiudizi di classe e razziali, nel processo che agisce come una privatizzazione antidemocratica della sfera pubblica.

## Storia
Nextdoor è stata co-fondata da Nirav Tolia, Sarah Leary, Prakash Janakiraman e David Wiesen nel 2008. Tolia aveva già aiutato ad avviare Epinions. I primi investitori includevano Benchmark Capital, Shasta Ventures e Rich Barton. Nel febbraio 2014 Nextdoor aveva da 80 a 100 dipendenti. Nel luglio 2012, Nextdoor ha raccolto 18,6 milioni di dollari in finanziamenti in capitale di rischio. Dan Clancy (ex Google) è entrato a far parte di Nextdoor nel febbraio 2014.
Nextdoor è diventato disponibile nei Paesi Bassi nel febbraio 2016 in Germania nel 2017, e in Francia nel febbraio 2018.
Nel febbraio 2017, Nextdoor ha acquisito il servizio di social network locale del Regno Unito Streetlife in un "affare multimilionario". Secondo quanto riferito, le diverse politiche sulla privacy e sulla sicurezza di Nextdoor hanno provocato preoccupazioni tra alcuni utenti di Streetlife.
Nel 2017 è stata aggiunta la pubblicità alla piattaforma, inclusa la pubblicità immobiliare. La pubblicità include post all'interno dei feed dell'utente su servizi e prodotti aziendali.
Nel luglio 2018, l'allora cofondatore CEO Tolia ha annunciato l'intenzione di ritirarsi dalla carica di amministratore delegato (CEO), affermando che intendeva diventare presidente del consiglio di amministrazione della società dopo la transizione. Nell'ottobre 2018, Sarah Friar, ex chief financial officer di Square, è diventata CEO, succedendo a Tolia. Tolia ha successivamente mantenuto il suo posto come membro del consiglio di amministrazione della società.
Nel 2019, Nextdoor ha acquisito il sito di notizie locale Hoodline.

## Controversie

### Profilazione razziale
A partire dal 2015, i media hanno riferito che gli utenti di Nextdoor hanno profilato razzialmente persone di colore nei quartieri degli Stati Uniti. Nel 2016, Nextdoor ha annunciato che agli utenti sarebbe stato chiesto di inviare caratteristiche identificative diverse dalla razza quando pubblicano avvisi su individui o eventi nel quartiere. 
I funzionari delle forze dell'ordine a Oakland, in California, che in genere avevano adottato il forum come mezzo per connettersi con i residenti locali, erano diffidenti nell'essere visti come sostenitori o associati a un sito Web che consente la profilazione razziale. Nextdoor ha cambiato la sua interfaccia utente, dicendo che lo scopo era quello di rendere più difficile per gli utenti creare post basati sulle diversità di razza. Dopo il cambiamento, il dipartimento di polizia di Oakland ha detto che i cambiamenti hanno reso Nextdoor "più utile" per il lavoro del dipartimento di polizia. Il co-fondatore Tolia ha affermato in un'intervista del febbraio 2017 con Wired che Nextdoor ha ridotto del 75% il profilo razziale nei suoi rapporti su crimini e sicurezza attraverso modifiche all'interfaccia utente. Un'indagine di BuzzFeed News ha indicato che il profilo razziale delle persone di colore era ancora prevalente su Nextdoor a partire da maggio 2017 e che le misure anti-discriminazione precedentemente annunciate da Nextdoor e proposte dai membri della comunità di Nextdoor erano state implementate in modo incompleto nel sito Web e nelle app di Nextdoor.
The Atlantic ha discusso ulteriori preoccupazioni sulle sezioni iperattive "criminalità e sicurezza" delle pagine della comunità privata di Seattle su Nextdoor. Secondo l'Atlantic, "il sindaco di Seattle Ed Murray ha deriso un'atmosfera di 'isteria paranoica' a cui aveva assistito nelle bacheche di alcuni dei quartieri più esclusivi di Seattle". Il sindaco ha detto a KUOW-FM, l'affiliata locale della NPR, che le aree più ricche di Seattle sono alcune delle comunità più attive su Nextdoor. "I quartieri da cui proviene la maggior parte delle denunce sui social media non sono nemmeno i quartieri che hanno problemi di criminalità significativi, che tendono a essere le nostre comunità di colore nella parte sud della città. Se si tratta semplicemente di creare un senso di paranoia o se si tratta di stigmatizzare le persone nella nostra città che stanno lottando, allora devo pensare al motivo per cui siamo in quel tipo di collaborazione." 
The Root ha documentato diversi incidenti nel 2019 in cui persone di colore e una persona transgender sono state prese di mira dagli utenti di Nextdoor con commenti negativi e "Spook Alerts", accuse razziste di attività criminale, mentre camminavano nei loro stessi quartieri.
Nel giugno 2020, The Verge ha riferito che "Nextdoor ha lottato per perdere la sua reputazione di 'app spia', utilizzata da utenti bianchi e ricchi per profilare razzialmente i loro vicini e denunciarli alla polizia", un problema che il rappresentante di New York Alexandria Ocasio-Cortez ha definito il "problema Karen" in un ammonimento di Nextdoor su Twitter. Durante le proteste di George Floyd, molti membri del National Leads Forum - una comunità di moderatori di Nextdoor, hanno criticato il sostegno di Nextdoor al movimento Black Lives Matter (BLM) e hanno espresso una preferenza per All Lives Matter, uno slogan usato come opposizione a BLM. Un certo numero di utenti Nextdoor ha avuto i propri account sospesi o i loro post cancellati dai moderatori di Nextdoor dopo aver commentato in discussioni relative alla razza o menzionato BLM durante le proteste. L'11 giugno Nextdoor ha esplicitamente incaricato i suoi moderatori di consentire discussioni su "Movement for Black Lives", incluso BLM. In un post sul blog, il CEO Friar ha denunciato "il razzismo sistemico nella nostra nazione" e si è impegnato a fornire ai suoi moderatori "risorse e sostegno".

### Altro
Il dipartimento di polizia di Seattle aveva interagito con le persone attraverso le "riunioni del municipio" tenutesi sulla piattaforma, ma nel 2016 la giornalista locale Erica C. Barnett ha riferito del possibile conflitto dell'incontro con le "open meeting laws" di Washington.
A marzo e aprile 2019, HuffPost e Wired hanno riferito che Nextdoor aveva pagato un'azienda per migliorare la sua reputazione facendo pressioni per apportare modifiche agli articoli di Wikipedia in inglese su Nextdoor, NBC e molti altri.